# ساوانا (حوزه سرشماری)، نیویورک
ساوانا (به انگلیسی: Savannah) یک منطقهٔ مسکونی در ایالات متحده آمریکا است که در ایالت نیویورک واقع شده‌است. ساوانا ۳٫۱ کیلومتر مربع مساحت و ۵۵۸ نفر جمعیت دارد و ۱۲۸ متر بالاتر از سطح دریا قرار دارد.